# Francesco Fiorentino
Francesco Fiorentino (mort en 1516) est un architecte florentin qui introduisit le style Renaissance en Pologne.

## Biographie
Francesco Fiorentino s'établit en Pologne en 1501 après avoir servi en Hongrie, soit à l'invitation du prince Sigismond, soit à celle du chancelier Erazm Ciołek (pl). Avec Eberhard Rosemberger (en), il dirigea pour Alexandre de Pologne la reconstruction du château de Wawel à Cracovie, celui-ci ayant été détruit par un incendie en 1499. Bartolommeo Berrecci (en) et Benoît de Sandomierz (pl) poursuivirent ses chantiers.

## Source
- (en) Rafal Nestorow, « Francesco Fiorentino and the Introduction of Renaissance in Poland » (consulté le 21 avril 2012)